# Abolboda pulchella
Abolboda pulchella är en gräsväxtart som beskrevs av Aimé Bonpland. Abolboda pulchella ingår i släktet Abolboda och familjen Xyridaceae. Inga underarter finns listade i Catalogue of Life.